# Love Flies
"Love Flies" (estilizado em maiúsculas) é o décimo nono single da banda japonesa L'Arc~en~Ciel, lançado em 27 de outubro de 1999 e incluído no álbum Real. A b-side é um remix do baterista Yukihiro da música "Shinjitsu to Gensou to" (真実と幻想と), do álbum Ark. O single estreou na primeira posição da Oricon Singles Chart e permaneceu na parada por treze semanas.

## Faixas
Todas as letras escritas por Hyde. 
| N.º            | Título                                                           | Música                  | Duração |  |
| 1.             | "Love Flies"                                                     | Ken                     | 4:53    |  |
| 2.             | "Shinjitsu to Gensou to ~Out of the Reality Mix~" (真実と幻想と) | Ken, remix por Yukihiro | 7:00    |  |
| Duração total: | Duração total:                                                   | Duração total:          | 11:53   |  |

## Ficha técnica
- Hyde – vocais
- Ken – guitarra
- Tetsu – baixo
- Yukihiro – bateria

## Desempenho
| Parada (1999) | Melhor posição |
| ------------- | -------------- |
| Oricon        | #1             |